# Parabunda tasmanica
Parabunda tasmanica är en insektsart som beskrevs av Alexander Fyodorovich Emeljanov 2005. Parabunda tasmanica ingår i släktet Parabunda och familjen vedstritar. Inga underarter finns listade i Catalogue of Life.